# Лоцманське проведення
Лоцманське проведення — лоцманська послуга, що полягає у наданні капітану судна морським лоцманом рекомендацій та порад щодо управління судном на окремих ділянках його шляху.
Мета лоцманського проведення — забезпечення безпеки судноплавства, запобігання аварійним морським подіям, захист навколишнього природного середовища та людського життя під час плавання судна.
Лоцманське проведення необхідне, тому що морський лоцман краще знає місцеві правила (знаки, сигнали тощо) району плавання; знає місцеві небезпеки, які можуть загрожувати судну; має досвід і практику плавання на судах по даній акваторії у знайомих йому гідрографічних, навігаційних і метеорологічних умовах; може швидко заповнити відсутню інформацію при знанні місцевої мови і особливостей району проведення.

## Види лоцманського проведення
Лоцманське проведення може бути обов'язковим і необов'язковим.
В Україні до районів обов'язкового лоцманського проведення належать:
1. район ділянки річки Дунай від прийомного буя морського підхідного каналу гирла Бистре до морського порту Рені;Див. також Глибоководний судновий хід «Дунай-Чорне море»
2. район морського порту Білгород-Дністровський з Дністровським лиманом — в межах акваторії морського порту Білгород-Дністровський;
3. район морського порту Скадовськ — в межах його акваторії;
4. район морського порту Євпаторія та озера Донузлав — в межах акваторії морського порту Євпаторія;
5. район морського порту Ялта — в межах його акваторії;
6. район морського порту Бердянськ — в межах його акваторії;
7. інші райони можуть бути визначені Міністерством інфраструктури України.

Окремі категорії суден звільняються від обов'язкового лоцманського проведення.
У районах обов'язкового лоцманського проведення судно не має права здійснювати плавання без морського лоцмана, якщо тільки судно не належить до вищевказаної категорії.
У районах необов'язкового лоцманського проведення капітан судна у разі необхідності має право взяти на судно морського лоцмана.

Також розрізняють зовнішньопортове проведення (судновим ходом, судноплавним каналом, внутрішнім підхідним каналом, фарватером, рекомендованим шляхом, на якірній стоянці, рейді, за межами портової акваторії або між портовими акваторіями) та внутрішньопортове проведення (безпосередньо до причалу, відходу від причалу та маневрування суден між причалами).

## Процедура лоцманського проведення

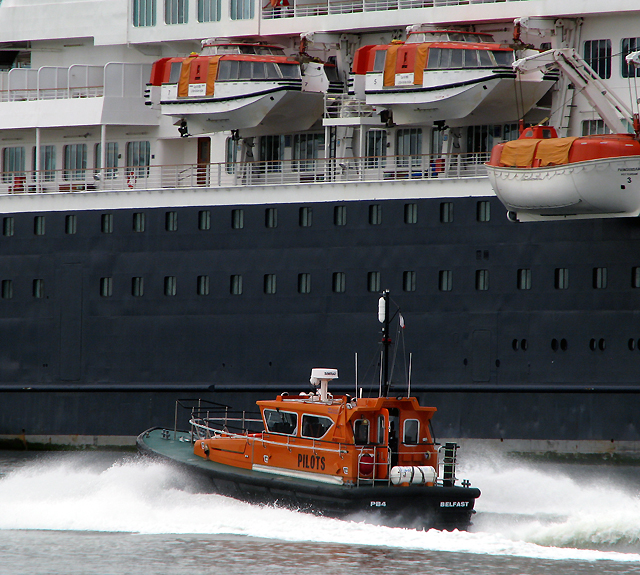
Лоцман прибуває до судна, яке потребує його послуг. Белфастська затока, 2009

Лоцман прибуває на судно, яке слід проводити, на лоцманському судні у визначеному районі (наприклад, біля приймального буя). Альтернативним є метод лідирування — за допомогою радіостанції з борту лоцманського судна (наприклад, в умовах негоди).
Капітан судна повідомляє лоцмана про особливості в управлінні свого судна, будь-які відомі йому несправності тощо.
Під час проведення суден морський лоцман спостерігає за станом і правильністю огородження фарватеру, станом берегових навігаційних знаків і терміново повідомляє капітану морського порту про будь-які зміни на фарватері і про аварійні морські події з суднами, які він проводить.
Присутність на судні морського лоцмана не звільняє капітана від відповідальності за управління судном.
Відповідальність за аварійні морські події, що сталися з вини морських лоцманів під час виконання ними службових обов'язків, несе підприємство, працівником якого є лоцман («лоцманське підприємство»).
Із суден, що користуються послугами морських лоцманів, справляється лоцманський збір, який розраховується в залежності від об'єму судна.

## Нормативні джерела, якими послуговуються при здійсненні лоцманського проведення
- Конвенція Організації Об'єднаних Націй з морського права [Архівовано 29 червня 2013 у Wayback Machine.]
- Женевська конвенція і Статут про міжнародний режим морських портів 1923 року
- Конвенція про Міжнародні правила запобігання зіткненню суден на морі 1972 року [Архівовано 30 березня 2014 у Wayback Machine.]
- Резолюції Міжнародної морської організації (IMO)
- Кодекс торговельного мореплавства України[недоступне посилання з липня 2019]
- Закон України «Про морські порти України» [Архівовано 17 лютого 2014 у Wayback Machine.]
- Положення про морських лоцманів [Архівовано 5 березня 2016 у Wayback Machine.]
- Перелік районів обов'язкового лоцманського проведення та категорій суден, що звільняються від обов'язкового лоцманського проведення [Архівовано 29 березня 2014 у Wayback Machine.]
- Тарифи на послуги із забезпечення лоцманського проведення суден [Архівовано 10 липня 2017 у Wayback Machine.]